# Sara Sorribes Tormo
Sara Sorribes Tormo (Castellón de la Plana, 8 ottobre 1996) è una tennista spagnola. inattiva dal 2025.

## Carriera

### 2010-2011: gli esordi
Nel 2010 esordisce nel suo primo ITF in quel di Vallduxo: perde subito da Florence Haring. Nel 2011, a Madrid, raggiunge la sua prima semifinale ITF, dove cede alla connazionale Cabeza Candela.

### 2012
Sara vince il primo titolo ITF della carriera a Madrid, dove supera in finale la spagnola Isabel Rapisarda-Calvo in due set. In seguito, gioca nel primo tabellone di qualificazione WTA della vita a Barcellona; si arrende subito ad Ani Mijacika per 3-6 6-3 1-6. Prova le quali anche al Mutua Madrid Open ma cede immediatamente a Varvara Lepchenko. Sempre nella capitale spagnola, coglie la seconda finale ITF dell'anno: perde da Guisard in due parziali. A Locri ottiene il secondo titolo ITF stagionale battendo solo tenniste italiane, tra cui Grymalska in finale (6-3 7-5). Il Belpaese porta nuovamente fortuna a Sorribes Tormo, che vince il titolo ITF di Todi (il terzo del 2012). A Novembre, chiude la stagione vincendo il quarto titolo ITF a Vallduxo, annichilendo Olga Larra in finale (6-1 6-1).
Chiude l'anno in posizione n°509.

### 2013
Sara arriva in finale nell'ITF di Tunisi, dove cede a Ons Jabeur per 3-6 2-6. Nel WTA di Madrid le viene offerta una wild-card per partecipare alle qualificazioni: al primo turno, si impone sulla tedesca Annika Beck con lo score di 7-5 6-3, centrando la prima vittoria su una top-100 in carriera. Nel turno successivo, Sara viene fermata da Alexandra Dulgheru in due set. Prova le qualificazioni anche per il WTA di Palermo: batte la padrona di casa Martina Caregaro (3-6 6-2 6-4) prima di perdere da Maria Joao Koehler in due partite. A Båstad ha la stessa sorte, perdendo al secondo turno (da Kerkhove). Termina l'anno al n°329 del mondo.

### 2014
Sorribes Tormo raggiunge la finale a Santa Margherita di Pula, dove si arrende ad Andreea Mitu in due set. Prova le quali a Madrid, dove cede subito a Caroline Garcia per 3-6 2-6. A Westende, vince il 5º titolo ITF della carriera, battendo la belga Bonaventure in finale. In seguito, ottiene altre tre semifinali ITF e una sconfitta all'esordio nelle qualificazioni per il WTA di Lussemburgo. Termina l'anno in top-300, alla posizione n°276.

### 2015
La spagnola inizia l'anno con due buoni risultati nei 2 ITF americani di Daytona Beach e Sunrise: nel primo caso centra la semifinale (persa da Kasatkina) mentre nel secondo coglie la finale, dove cede a Vickery (2-6 6-2 3-6). A Rio, Sara riesce a qualificarsi al suo primo main-draw WTA della carriera, battendo Andrea Gamiz (6-3 7-6(5)) e Gaia Sanesi (6-2 6-0); al primo turno si arrende a Paula Ormaechea, per 4-6 4-6. Dopo aver fallito la qualificazione ad Acapulco, la spagnola passa il tabellone cadetto a Charleston, superando Kudryatseva e Jovic. Al primo turno centra la prima vittoria in un tabellone principale nel circuito maggiore, approfittando del ritiro di Anastasija Pavljučenkova nel secondo set. Al secondo turno estromette Shelby Rogers per 7-5 6-1, approdando agli ottavi; nella circostanza viene fermata da Sara Errani in tre set. Grazie a questo exploit, sale nel ranking, arrivando a ridosso della top-150. La terra non regala grandi soddisfazioni a Sorribes-Tormo, che non si qualifica per Marrakech, Madrid e Parigi. Anche a Wimbledon non supera il tabellone cadetto, perdendo al secondo turno da Yang Zhaoxuan.
A Båstad si arrende al primo turno ad Anna-Lena Friedsam. Nel WTA 125K di Dalian raggiunge i primi quarti di finale WTA della carriera, battendo Duan e Zhang; tra le ultime 8, cede a Julia Glushko in due set. Chiude la stagione non qualificandosi per tre tornei WTA (i 2 di Tokyo e quello di Tashkent). Termina l'anno al n°164 del mondo.

### 2016: primo main draw slam e primi quarti in un torneo WTA
Sara inizia l'anno provando le qualificazioni per Brisbane, Hobart e per l'Australian Open: la spagnola non accede a nessun main-draw, centrando solo una vittoria in 4 match giocati. Sulla terra di Rio non passa le quali, perdendo da Kostova al secondo turno. Sempre in Brasile, a Sao Paolo, vince il 6º titolo ITF della carriera, battendo Mitu in finale. Non passa le quali a Charleston (fermata da Vesnina) ma riesce a sopravvivere al tabellone cadetto di Rabat, dove supera Rodionova, Hantuchová e Krunic. Nel main-draw (il primo del 2016) elimina la wild-card Ons Jabeur per 6-0 6-2 prima di venir estromessa da Kiki Bertens in due set. A Madrid ottiene una wild card per il tabellone principale: cede subito il passo a Samantha Stosur con lo score di 1-6 3-6.
Per la prima volta in carriera, la spagnola riesce a conquistare un main-draw slam in quel di Parigi, battendo Paszek, Foretz e Jorovic (senza perdere set). Al primo turno, viene annichilita da Anastasija Pavljučenkova (tds n°24), che le lascia appena 2 games. Sulla terra di Essen, Sara riesce a vincere il 2º titolo ITF stagionale, sconfiggendo Karolína Muchová in due set.
A Mallorca le viene offerta una wild card per il tabellone principale: all'esordio, si impone sull'altra wild-card spagnola Paula Badosa (6-3 7-5) prima di schiantarsi contro Ana Ivanović (1-6 0-6). Dopo non aver passato le quali a Wimbledon, riesce a passarle a Gstaad senza perdere set. Al primo turno cede nettamente alla prima testa di serie Timea Bacsinszky. Va meglio a Båstad, dove supera il tabellone cadetto e batte Krunic all'esordio (6-2 3-6 6-2); esce di scena al secondo round contro la padrona di casa Larsson, 8° testa di serie.
Agli US Open giunge fino all'ultimo turno qualificatorio, dove cede a Kristína Kučová in due set. In seguito, a Seoul coglie i primi quarti di finale in un International della carriera, battendo Paszek (6-1 6-3) e Mladenovic (tds n°4, 1-6 6-2 6-4) e perdendo dalla romena Țig in tre set. Dopo una prematura uscita a Tashkent, la spagnola passa le quali a Linz, sconfiggendo Mitu, Alexandrova e Hogenkamp; nel main draw, Sara elimina Jelena Ostapenko in due set prima di cedere nel derby contro Suarez Navarro (4-6 1-6). Nel finale di stagione ottiene 2 buoni risultati: arriva in finale a Sharm el-Sheikh (perdendo da Vekic) e giunge ai quarti in quel di Honolulu (WTA 125K).
Chiude l'anno al n°107 del mondo, a pochi punti dalla top-100. 

### 2017: prime semifinali WTA ed esordio in top-100
La spagnola prova le qualificazioni a Shenzhen e Hobart: in entrambi i casi perde all'esordio, da Jabeur in Cina (0-6 3-6) e da Cepede Royg in Tasmania (1-6 2-6). In seguito, partecipa all'Australian Open per la prima volta in carriera: cede di schianto alla 5ª testa di serie Karolína Plíšková (2-6 0-6).
A Budapest si arrende all'esordio a Hsieh Su-Wei per 6-2 3-6 1-6. A Kuala Lumpur batte Silvia Soler-Espinosa in due set prima di venir fermata da Duan Yingying. A Indian Wells passa le qualificazioni eliminando due americane (Grace Min e la wild card Jacqueline Cako); nel main draw, si impone su Ekaterina Makarova, n°36 del mondo, per 6-4 6-2, centrando la terza vittoria della carriera su una top-50 (dopo quelle su Beck nel 2013 e su Ostapenko a Linz 2016). Al secondo round la sua esperienza si interrompe per mano di Agnieszka Radwańska (3-6 4-6). Grazie al buon risultato, Sara entra per la prima volta nella sua vita in top-100, attestandosi alla posizione n°99. A Miami si ferma al secondo turno qualificatorio ma riesce a battere la n°56 del mondo Eugenie Bouchard all'esordio.
Sulla terra, gioca come primo torneo quello di Bogotà: nei primi due turni ha la meglio su due ceche, Allertová (6-1 7-6(4)) e Siniaková (tds n°2 e n°38 del mondo, 6-2 6-3). Ai quarti elimina la 5° forza del seeding Magda Linette, al termine di un match molto combattuto (6-4 4-6 7-6(5)). Nella sua prima semifinale WTA, la spagnola cede all'esperienza di Lara Arruabarrena, che vince per 6-4 al terzo set. In seguito, non ottiene più risultati di rilievo sul mattone tritato, raggiungendo il secondo turno a Istanbul come miglior risultato. Tuttavia, riesce a raggiungere il suo best-ranking, issandosi fino alla posizione n°79. Sull'erba non va meglio, in quanto esce all'esordio nei due impegni disputati a Mallorca e a Wimbledon (contro, rispettivamente, Pavljučenkova e Ōsaka).
Ritorna a giocare sulla terra di Gstaad: batte l'ottava testa di serie Evgenija Rodina all'esordio (4-6 6-3 7-6(5)) per poi ottenere 2 comode vittorie su Chirico e Korpatsch. Nella seconda semifinale WTA dell'anno, la spagnola è costretta al ritiro nel match contro la 2° forza del seeding Kiki Bertens dopo il primo set perso.
In seguito, non ottiene più risultati convincenti fino a Seoul, dove replica i quarti colti l'anno prima: in questo caso, perde da Beatriz Haddad Maia in due set. Chiude la stagione con i quarti a Tianjin (battuta nettamente da Peng) e con la sconfitta all'esordio in Lussemburgo (contro Mertens, 0-6 2-6). Conclude l'annata in posizione n°99.

### 2018
La spagnola inizia la stagione a Doha, dove non passa le qualificazioni. A Budapest gioca il primo main draw: cede però all'esordio alla belga Bonaventure (0-6 0-6). A Indian Wells supera il tabellone cadetto battendo Allie Kiick (6-2 4-6 6-4) e Ajla Tomljanovic (6-4 6-2) ma, al primo turno, si arrende a CiCi Bellis (0-6 3-6). Dopo il tentativo fallito di qualificarsi a Miami, a Monterrey trova il primo successo in un main draw del 2018, eliminando Tereza Martincová all'esordio (6-1 7-5). Al secondo turno viene fermata da Ana Bogdan in due parziali. 
Sulla terra, gioca a Bogotà il suo primo torneo: qui difende la semifinale colta un anno or sono. Questa volta, Sara esce di scena già al secondo turno, sconfitta dalla stessa avversaria che le aveva impedito la finale nel 2017, ovvero Lara Arruabarrena, che questa volta le lascia però solo un gioco. A causa di questo risultato, la spagnola scende alla 132ª posizione del ranking. Dopo non aver passato le qualificazioni a Istanbul, raggiunge il secondo turno a Rabat (dove perde da Krunic). Le viene concessa una wild card per il Premier Mandatory di Madrid: Sara esordisce contro la testa di serie n°13 del torneo, l'americana Madison Keys; Sara va avanti di un break per ben due volte nel primo set ma in entrambi i casi si fa recuperare dall'avversaria. Sul 5-5, però, Sorribes trova l'allungo vincente e si porta a casa il set per 7-5. Nel secondo, Sara sale 2-0 ma viene recuperata da Keys, che impatta sul 2-2; da quel momento, Sara infila 4 game consecutivi, che le consegnano partita e incontro. La vittoria su Keys è la prima su una top-20 per Sorribes Tormo, che avanza al secondo turno del torneo casalingo per la prima volta in carriera. Al secondo turno, la spagnola si arrende a Kristýna Plíšková con lo stesso punteggio con cui aveva vinto il match d'esordio (5-7 2-6). Sara continua il buon momento facendo finale nell'ITF spagnolo di La Bisbal d'Empordà, dove cede a Kathinka Von Deichmann. Non riesce a qualificarsi per il main draw di Parigi mentre centra i quarti di finale in quel di Bol, dove si arrende a Sara Errani (1-6 4-6). Sull'erba di Manchester, trova la seconda finale ITF del 2018: non ottiene il titolo, perdendo da Ons Jabeur in due set. A Wimbledon, supera le qualificazioni battendo Badosa (0-6 6-3 6-4), Bouzková (6-2 7-6(3)) e Kostyuk (7-5 7-6(5)); nel tabellone principale, ottiene la prima vittoria della carriera ai Championships, estromettendo Kaia Kanepi (quartofinalista qui nel 2013) per 7-6(5) 6-1. Al secondo turno, Sara cede a Carla Suarez Navarro in due set (4-6 1-6). In seguito, raggiunge la terza finale ITF dell'anno a Contrexeville, dove perde da Voegele (4-6 2-6). Grazie ai buoni risultati ottenuti, rientra tra le prime 100, issandosi alla posizione n°83. A Gstaad raggiunge i quarti di finale, dove viene sconfitta da Mandy Minella per 1-6 2-6. A livello WTA, non ottiene nessun risultato di rilievo tra l'America e l'Asia mentre, nel circuito ITF, vince il titolo di Santa Margherita di Pula. Termina la stagione al n°87 del mondo.

### 2019
La spagnola inizia la stagione a Auckland, dove supera Stefanie Voegele (7-5 6-3) e la 7° testa di serie Kirsten Flipkens (6-4 1-6 6-1), arrivando ai quarti di finale, dove si arrende a Su-Wei Hsieh (3-6 2-6). Agli Australian Open esce di scena subito contro Anett Kontaveit, con lo score di 3-6 2-6. Anche a Hua Hin non supera il primo turno, cedendo a Golubic. Nel WTA 125K di Indian Wells ottiene i quarti di finale, dove perde ancora da Golubic. A Indian Wells non passa le quali mentre, a Miami, batte Aleksandra Krunic all'esordio (6-3 4-6 6-0) prima di essere fermata da Donna Vekic con un periodico 3-6.
Sulla terra ottiene buoni risultati: arriva al secondo turno a Charleston, perdendo solo dalla 1ª testa di serie Stephens in due tie-break. A Bogotà è la settima forza del seeding: batte Christina McHale per 6-4 6-4 al primo turno; al round successivo supera Ana Bogdan in tre set, 6-4 4-6 6-4, accednedo ai quarti. Nella circostanza viene sconfitta da Beatriz Haddad Maia. Passa le quali a Stoccarda, eliminando Korpatsch, Gorgodze e Zaja; nel main draw si arrende ad Andrea Petkovic per 3-6 4-6. Nel resto della stagione sul mattone tritato ottiene come migliore risultato il secondo turno a Madrid, al Roland Garros e a Norimberga; tuttavia, nel WTA 125K di Bol, riesce a spingersi fino alla finale (la prima a questo livello), dove si arrende alla prima testa di serie Tamara Zidansek (5-7 5-7). Grazie a questo successo, raggiunge il suo best ranking, issandosi al n°64 delle classifiche mondiali.
Sull'erba comincia giocando a Nottingham: elimina Shelby Rogers in tre set tirati prima di cedere a Jennifer Brady (4-6 6-3 5-7). A Mallorca passa le qualificazioni battendo Lottner e Larsson; nel tabellone principale riesce a conquistare solo un gioco contro Alizé Cornet. A Wimbledon è costretta al ritiro contro Caroline Wozniacki, sul 4-5 nel primo set. 
Dopo un primo turno a Palermo (perso da Fiona Ferro) ottiene il 9º titolo ITF della carriera in Germania, a Bad Saulgau. Subito dopo raggiunge la finale nell'ITF di Vancouver, dove si arrende a Heather Watson. Nel finale di stagione coglie due quarti di finale a New Haven (WTA 125K, perde da Watson) e a Hiroshima (dove cede a Misaki Doi). Termina la stagione al n°82 del mondo.

### 2020
Sara comincia l'anno a Shenzhen, dove cede all'esordio a Yafan Wang in tre set. A Hobart passa le qualificazioni battendo Bozicevic e Ahn; al primo turno si arrende a Kateryna Kozlova (2-6 1-6). Agli Australian Open ottiene il primo successo della carriera nel main-draw su Veronika Kudermetova (2-6 6-1 6-1) prima di venir sconfitta da Anett Kontaveit (2-6 6-4 1-6). In Fed Cup, nel match valido per le qualificazioni al Gruppo Mondiale, ottiene la prima vittoria in carriera su una top-10, lasciando 3 giochi a Naomi Ōsaka e garantendo alla Spagna il successo sul Giappone. Nei due tornei messicani di Acapulco e Monterrey non trova nessuna vittoria, perdendo all'esordio da Errani e Bondarenko.
Da marzo ad agosto, il tennis è costretto a fermarsi a causa della pandemia di COVID-19, che non permette di giocare Wimbledon (evento che non avveniva dal 1945) e che fa rinviare i giochi olimpici al 2021.
La spagnola riprende a giocare a Palermo, dove si arrende subito a Dajana Jastremska (3-6 4-6). A Praga ottiene il primo risultato degno di nota della stagione: elimina Barbora Strýcová per 7-6(3) 6-1 e Laura Siegemund (6-2 6-3), giungendo ai quarti di finale. Nella circostanza, viene fermata da Irina-Camelia Begu in tre set.
Agli US Open supera, per la prima volta in carriera, il primo turno, imponendosi su Claire Liu per 6-2 6-4. Al round successivo si arrende a Elise Mertens per 3-6 5-7. In seguito, a Istanbul esce di scena al secondo turno per mano di Paula Badosa. A Cagnes-Sur-Mer vince il 10º titolo ITF della sua vita, battendo in finale Irina Bara e non perdendo alcun set nel percorso. Al Roland Garros cede subito alla n°1 del seeding Simona Halep, con lo score di 4-6 0-6.
Chiude l'anno giocando a Ostrava e Linz: nel torneo ceco supera le quali contro Bogdan e Blinkova. Nel tabellone principale batte Magda Linette (6-1 6-3) e la n°22 del mondo Anett Kontaveit (6-1 6-4), cogliendo il primo quarto di finale a livello premier. Nella circostanza, perde dalla futura vincitrice Aryna Sabalenka, con il curioco punteggio di 6-0 4-6 0-6. In Austria, invece, esce di scena all'esordio per mano di Camila Giorgi.
Termina l'anno al n°65 del mondo, a una sola posizione dal suo best-ranking.

### 2021: 1º titolo WTA e ingresso in top-40
Sara comincia l'anno al WTA 500 di Abu Dhabi, dove batte all'esordio Nadia Podoroska (6-3 6-3). Al secondo turno, rimonta l'americana Bernarda Pera, con lo score di 5-7 6-3 6-4, accedendo agli ottavi di finale. Nella circostanza, elimina Anastasija Gasanova  (colei che aveva estromesso Karolína Plíšková nel turno precedente) con lo score di 7-5 6-3, centrando i quarti. Tra le ultime 8, Sara si arrende a Marta Kostyuk per 6-0 1-6 4-6. In seguito, partecipa al Gippsland Trophy di Melbourne: cede subito a Caty McNally in tre set (2-6 7-6(3) 3-6). Agli Australian Open, perde all'esordio da Darja Gavrilova. Dopo un secondo turno al Phillip Island Trophy, la spagnola si presenta al WTA di Guadalajara, dove è accreditata della 4ª testa di serie: al primo turno, si impone in rimonta su Greet Minnen per 6(4)-7 6-4 6-1. In seguito, rifila un doppio 6-3 alle due qualificate Kung e Sharma, giungendo così in semifinale, la terza in un torneo "250" (ex-International), la prima dal 2017. Nella circostanza, Sara batte la n°2 del seeding Marie Bouzková, con lo score di 6-3 7-6(3). Accede così alla sua prima finale di questo livello, dove trova l'ex top-5 Eugenie Bouchard: Sorribes Tormo conquista il primo titolo WTA in carriera, sconfiggendo la canadese in due set (6-2 7-5). Grazie al trionfo, la spagnola sale al n°57 del mondo, facendo segnare il suo best-ranking. La settimana successiva, rimane in Messico, per disputare il torneo di Monterrey, dove è la 7° forza del seeding: Sara prosegue il buon momento di forma, riuscendo a centrare la semifinale e infilando così 8 vittorie in fila. Nel penultimo atto, tuttavia, viene fermata dalla futura campionessa Leylah Fernandez, con lo score di 5-7 5-7.
La Valenciana continua a convincere anche nel torneo di Miami, dove vince 4 battaglie finite al terzo set contro Bernarda Pera (n°68 WTA), Jennifer Brady (n°14 WTA), Elena Rybakina (n°24 WTA) e Ons Jabeur (n°30 WTA) spingendosi sino ai quarti di finale dove affronta Bianca Andreescu. Nella circostanza, cede in tre set alla top-10 canadese (4-6 6-3 3-6); grazie a questo ottimo risultato, la spagnola riesce a entrare in top-50 per la prima volta in carriera, piazzandosi al n°48 del ranking.
La stagione su terra non regala nessun acuto a Sorribes Tormo, che si ferma al primo turno a Bogotà e Madrid e al secondo turno nei tornei italiani di Roma e Parma.
Sull'erba, gioca a Bad Homburg, dove è accreditata della settima testa di serie: batte Martina Trevisan (6-4 3-6 6-2) e poi Misaki Doi (6-4 6-4). Ai quarti, approfitta del forfait di Viktoryja Azaranka e approda alla prima semifinale in carriera sull'erba. Nella circostanza, si arrende a Kateřina Siniaková, con lo score di 2-6 4-6. A Wimbledon, dopo aver regolato Konjuh in tre set (6-3 3-6 6-3), viene sconfitta dalla futura semifinalista Angelique Kerber dopo più di tre ore di battaglia (5-7 7-5 4-6). 
In seguito prende parte alle Olimpiadi di Tokyo come rappresentante della Spagna: al primo turno supera a sorpresa la numero uno del mondo Ashleigh Barty, recente campionessa di Wimbledon, per 6-4 6-3 e poi si sbarazza di Fiona Ferro con un netto 6-1 6-4. La sua avventura termina agli ottavi, sconfitta da Pavljučenkova per 1-6 3-6. In doppio, lei e Paula Badosa si fermano al secondo turno, estromesse dalla coppia ceca Krejčíková /Siniaková.
Torna sul circuito maggiore a Montréal: batte agevolmente Zhao (6-2 6-3) e Samsonova (6-4 6-3) mentre agli ottavi rimonta un set di svantaggio a Siniaková (6(4)-7 6-0 6-3). Giunge al secondo quarto di finale della categoria "1000" (dopo quello colto a Miami); nella circostanza, cede a Karolína Plíšková, con lo score di 4-6 0-6. Gioca poi a Cleveland, dove si spinge in semifinale grazie ai successi su Glatch (6-2 6-1), Zvonarëva (walk-over) e Zhang (6-3 6-1); nel penultimo atto, perde dalla futura campionessa Anett Kontaveit con un doppio 4-6. Agli US Open, riesce a estromettere la 22° testa di serie Karolina Muchová (6-2 7-6(3)) per poi eliminare Hsieh Su-Wei in due set (6-1 6-3); approda così al suo primo terzo turno in uno slam: nella circostanza, viene annichilita dalla futura vincitrice del titolo Emma Raducanu, proveniente dalle qualificazioni, che le lascia soltanto un gioco (0-6 1-6). A Ostrava, si impone su Zvonarëva (6-3 6-3) prima di arrendersi a Belinda Bencic per 2-6 3-6. Il 20 settembre, Sara raggiunge la 36ª posizione nel ranking, suo nuovo best-ranking.

### 2022:best ranking
La spagnola inizia l'anno al Gippsland Trophy, dove batte Haddad Maia (6-4 5-7 6-3) prima di cedere a Kamilla Rachimova in due set. All'Australian Open si impone su Kirsten Flipkens (6-4 6-1) per poi perdere da Marta Kostjuk per 6(5)-7 3-6. Il 7 febbraio raggiunge il best ranking, issandosi fino alla 32ª posizione. A Guadalajara, dove difende il titolo, esce di scena ai quarti di finale contro Marie Bouzková (4-6 1-6). A Monterrey è 4° testa di serie: Sara trova il secondo quarto di finale consecutivo, battendo Rachimova (7-5 6(2)-7 6-1) e Tan (6-2 6-2); tra le ultime otto, cede il passo alla connazionale Párrizas in tre set. Dopo due uscite premature tra Indian Wells e Miami, gioca il WTA '250' di Istanbul: elimina Wang e Gračëva per poi soccombere a Potapova (2-6 2-6) nei quarti. Partecipa poi al torneo di casa di Madrid: al primo turno prevale sulla n°15 del pianeta Anastasija Pavljučenkova per 6-3 2-6 6-3. Al turno successivo, si impone sulla ex-numero 1 del mondo Naomi Ōsaka per 6-3 6-1 mentre agli ottavi vince in tre set su Kasatkina (6-4 1-6 6-3), raggiungendo così i quarti di un '1000' per la terza volta in carriera. Nella circostanza, cede il passo a Jessica Pegula. Al Roland Garros, esce di scena al secondo turno contro Julija Putinceva. Anche a Wimbledon non va oltre il secondo turno, perdendo da Harmony Tan.
A Losanna, la spagnola raggiunge i quarti di finale, dove viene eliminata da Caroline Garcia (4-6 1-6). A Palermo, Sara batte Ana Bogdan, Léolia Jeanjean e Anna Bondár, cogliendo la prima semifinale del 2022; nella circostanza, viene sconfitta da Irina-Camelia Begu (6-3 3-6 4-6).
Sul cemento americano, raccoglie al massimo i secondi turni a Toronto e Cleveland; allo US Open, esce di scena subito contro Hrunčáková.
Termina l'anno al n°66 del mondo.

### 2023: infortunio, rientro e 2º titolo WTA; prima semifinale slam e titolo '1000'
A causa di un infortunio al piede destro, Sara salta la trasferta australiana e i tornei americani di marzo, tornando in campo ad aprile al torneo di Bogotà. Nel torneo colombiano, la spagnola raggiunge i quarti di finale, dove cede il passo a Kamilla Rachimova (4-6 5-7). Nel frattempo, esce dalle prime 100 del mondo. Si ritira nel corso delle qualificazioni per il torneo di Madrid. Nell'ITF di Madrid, Sorribes Tormo raggiunge la finale, sconfiggendo in semi anche la finalista dell'ultimo US Open Leylah Fernandez; nell'ultimo atto, si arrende a Olga Danilović. Prende parte poi al Roland Garros: batte la wild-card Burel (7-6(0) 6-2) e poi la croata Martić (6-4 6-1), raggiungendo il suo primo terzo turno a Parigi; nella circostanza, sfrutta il walkover della n°4 del mondo Elena Rybakina, cogliendo così il suo primo ottavo di finale slam. Nel quarto turno, viene estromessa da Beatriz Haddad Maia in quasi quattro ore di gioco. Grazie al risultato, rientra tra le prime 100 del pianeta.
A Wimbledon, esce di scena al secondo round contro la n°1 del mondo Iga Świątek. A Palermo, conferma la semifinale del 2022; come successe nel torneo dello scorso anno, anche questa volta non riesce ad accedere la finale, cedendo a Jasmine Paolini. A Losanna perde al secondo turno da Zidanšek.
Sul cemento americano, dopo un'uscita all'esordio a Cincinnati, disputa il '250' di Cleveland: non passa le qualificazioni, perdendo da Burel nel turno decisivo; ripescata come lucky loser, nel main-draw, prevale su Kateřina Siniaková (6-2 4-0, ritiro) e sulla n°16 del mondo Veronika Kudermetova (6-4 6-1). Nei quarti, estromette l'ex campionessa slam Sloane Stephens in due set, accedendo alla seconda semifinale dell'anno, la prima sul veloce dal 2021 (colta proprio a Cleveland). Nella circostanza, supera Tatjana Maria per 6-4 6-3, centrando la seconda finale WTA della carriera: Sorribes Tormo conquista il secondo titolo sul circuito maggiore battendo in rimonta Ekaterina Aleksandrova (3-6 6-4 6-4). Grazie al trionfo, la spagnola risale nel ranking fino alla 55ª posizione.
Allo US Open, dopo aver sconfitto la 28° forza del seeding Kalinina, cede il passo a Wang Xinyu in tre set. Nella trasferta asiatica, dopo un primo turno a Pechino, raggiunge i quarti a Hong Kong, dove si arrende ad Anna Blinkova.
In doppio, assieme a Marie Bouzková, raggiunge i quarti di finale al Roland Garros e poi la prima semifinale slam a Wimbledon, dove le due cedono alle future campionesse Hsieh/Strýcová. Al China Open, ultimo torneo '1000' della stagione, Bouzková e Sorribes Tormo conquistano il titolo più prestigioso della carriera, battendo coppie come le campionesse di Parigi Hsieh/Wang, Melichar/Perez e, in finale, Olmos/Chan al super-tiebreak.

### 2024: secondo titolo di doppio WTA 1000, top 20 e bronzo olimpico in doppio
Al Madrid Open 2024, testa di serie ottava nel doppio, lei e la connazionale Cristina Bucșa hanno vinto il titolo dopo aver sconfitto Barbora Krejčíková e Laura Siegemund in finale, diventando la prima squadra di doppio tutta spagnola a vincere a Madrid. Ciò l'ha portata al numero 17 della classifica di doppio più alta della carriera il 6 maggio 2024.
Comincia i Giochi Olimpici di Parigi 2024 cedendo al primo turno, eliminata dalla ceca Barbora Krejčíková. In coppia con Cristina Bucșa, invece, raggiunge la semifinale del doppio, arrendendosi alle russe Mirra Andreeva e Diana Shnaider con il punteggio di 1-6, 2-6. ma riusciranno a conquistare il bronzo battendo la coppia composta da Karolína Muchová e Linda Nosková con il punteggio di 6-2, 6-2.

## Statistiche WTA

### Singolare

#### Vittorie (2)
| Legenda              |
| -------------------- |
| Grande Slam (0)      |
| Ori Olimpici (0)     |
| WTA Finals (0)       |
| WTA Elite Trophy (0) |
| Dal 2021             |
| WTA 1000 (0)         |
| WTA 500 (0)          |
| WTA 250 (2)          |

| N. | Data           | Torneo                        | Superficie | Avversaria in finale   | Punteggio     |
| 1. | 13 marzo 2021  | Abierto Zapopan, Guadalajara  | Cemento    | Eugenie Bouchard       | 6-2, 7-5      |
| 2. | 26 agosto 2023 | Tennis in the Land, Cleveland | Cemento    | Ekaterina Aleksandrova | 3-6, 6-4, 6-4 |

### Doppio

#### Vittorie (6)
| Legenda               | Legenda      |
| --------------------- | ------------ |
| Grande Slam (0)       |              |
| Ori Olimpici (0)      |              |
| WTA Finals (0)        |              |
| WTA Elite Trophy (0)  |              |
| Dal 2009 al 2020      | Dal 2021     |
| Premier Mandatory (0) | WTA 1000 (2) |
| Premier 5 (0)         | WTA 1000 (2) |
| Premier (0)           | WTA 500 (0)  |
| International (2)     | WTA 250 (2)  |

| N. | Data           | Torneo                            | Superficie  | Compagna                    | Avversarie in finale                     | Punteggio        |
| 1. | 8 aprile 2018  | Monterrey Open, Monterrey         | Cemento     | Naomi Broady                | Desirae Krawczyk Giuliana Olmos          | 3-6, 6-4, [10-8] |
| 2. | 3 maggio 2019  | Marocco Open, Rabat               | Terra rossa | María José Martínez Sánchez | Georgina García Pérez Oksana Kalašnikova | 7-5, 6-1         |
| 3. | 24 aprile 2022 | Istanbul Cup, Istanbul            | Terra rossa | Marie Bouzková              | Natela Dzalamidze Kamilla Rachimova      | 6-3, 6-4         |
| 4. | 8 ottobre 2023 | China Open, Pechino               | Cemento     | Marie Bouzková              | Chan Hao-ching Giuliana Olmos            | 3-6, 6-0, [10-4] |
| 5. | 5 maggio 2024  | Madrid Open, Madrid               | Terra rossa | Cristina Bucșa              | Barbora Krejčíková Laura Siegemund       | 6-0, 6-2         |
|    | 4 agosto 2024  | Bronzo ai Giochi Olimpici, Parigi | Terra rossa | Cristina Bucșa              | Karolína Muchová Linda Nosková           | 6-2, 6-2         |
| 6. | 6 aprile 2025  | Copa Colsanitas, Bogotà           | Terra rossa | Cristina Bucșa              | Irina Bara Laura Pigossi                 | 5-7, 6-2, [10-5] |

#### Sconfitte (1)
| Legenda               | Legenda      |
| --------------------- | ------------ |
| Grande Slam (0)       |              |
| Argenti Olimpici (0)  |              |
| WTA Finals (0)        |              |
| WTA Elite Trophy (0)  |              |
| Dal 2009 al 2020      | Dal 2021     |
| Premier Mandatory (0) | WTA 1000 (0) |
| Premier 5 (0)         | WTA 1000 (0) |
| Premier (0)           | WTA 500 (0)  |
| International (1)     | WTA 250 (0)  |

| N. | Data           | Torneo                 | Superficie | Compagna                    | Avversarie in finale             | Punteggio |
| 1. | 23 giugno 2019 | Mallorca Open, Maiorca | Erba       | María José Martínez Sánchez | Kirsten Flipkens Johanna Larsson | 2-6, 4-6  |

## Circuito WTA 125

### Singolare

#### Sconfitte (1)
| N. | Data          | Torneo                        | Superficie  | Avversaria in finale | Punteggio |
| 1. | 9 giugno 2019 | Croatian Bol Ladies Open, Bol | Terra rossa | Tamara Zidanšek      | 5-7, 5-7  |

### Doppio

#### Vittorie (1)
| N. | Data             | Torneo                         | Superficie  | Compagna              | Avversarie in finale                      | Punteggio   |
| 1. | 22 dicembre 2019 | Engie Open de Limoges, Limoges | Cemento (i) | Georgina García Pérez | Ekaterina Aleksandrova Oksana Kalašnikova | 6-2, 7-6(3) |

## Statistiche ITF

### Singolare

#### Vittorie (10)
| Torneo $100.000 (0) |
| Torneo $80.000 (1)  |
| Torneo $75.000 (0)  |
| Torneo $60.000 (0)  |
| Torneo $50.000 (1)  |
| Torneo $40.000 (0)  |
| Torneo $25.000 (4)  |
| Torneo $15.000 (0)  |
| Torneo $10.000 (4)  |

| N.  | Data              | Torneo                                                          | Superficie  | Avversaria in finale      | Punteggio     |
| 1.  | 25 marzo 2012     | Ciudad de la Raqueta, Madrid                                    | Terra rossa | Isabel Rapisarda Calvo    | 6-2, 7-6(8)   |
| 2.  | 19 agosto 2012    | Torneo Città di Locri, Locri                                    | Terra rossa | Anastasia Grymalska       | 6-3, 7-5      |
| 3.  | 26 agosto 2012    | Internazionali Femminili di Tennis dell'Umbria, Todi            | Terra rossa | Rocío de la Torre Sánchez | 4-6, 6-1, 6-3 |
| 4.  | 25 novembre 2012  | Torneo Internacional Ciudad de Vall de Uxò, La Vall d'Uixó      | Terra rossa | Olga Sáez Larra           | 6-1, 6-1      |
| 5.  | 17 agosto 2014    | Westend Ladies Tennis Cup, Westende                             | Cemento     | Ysaline Bonaventure       | 6-2, 6-0      |
| 6.  | 28 febbraio 2016  | Circuito Feminino Future de Tênis, São Paulo                    | Terra rossa | Andreea Mitu              | 7-5, 6-1      |
| 7.  | 12 giugno 2016    | Bredeney Ladies Open, Essen                                     | Terra rossa | Karolína Muchová          | 7-6(5), 6-4   |
| 8.  | 21 ottobre 2018   | Forte Village International Tournament, Pula                    | Terra rossa | Amina Anshba              | 6-4, 6-3      |
| 9.  | 4 agosto 2019     | Knoll Open, Bad Saulgau                                         | Terra rossa | Katharina Gerlach         | 7-6(4), 6-1   |
| 10. | 20 settembre 2020 | Open GDF SUEZ de Cagnes-sur-Mer Alpes-Maritimes, Cagnes-sur-Mer | Terra rossa | Irina Maria Bara          | 6-3, 6-4      |

#### Sconfitte (10)
| Torneo $100.000 (5) |
| Torneo $80.000 (0)  |
| Torneo $75.000 (0)  |
| Torneo $60.000 (0)  |
| Torneo $50.000 (0)  |
| Torneo $40.000 (0)  |
| Torneo $25.000 (3)  |
| Torneo $15.000 (0)  |
| Torneo $10.000 (2)  |

| N.  | Data             | Torneo                                              | Superficie  | Avversaria in finale   | Punteggio        |
| 1.  | 18 marzo 2012    | Ciudad de la Raqueta, Madrid                        | Terra rossa | Estelle Guisard        | 0-6, 6(5)-7      |
| 2.  | 28 aprile 2013   | ITF Womens Tennis Club de Tunis, Tunisi             | Terra rossa | Ons Jabeur             | 3–6, 2–6         |
| 3.  | 20 aprile 2014   | Forte Village International Tournament, Pula        | Terra rossa | Andreea Mitu           | 4–6, 3–6         |
| 4.  | 1º febbraio 2015 | Sunrise Women's Open, Sunrise                       | Terra verde | Sachia Vickery         | 2–6, 6–2, 3–6    |
| 5.  | 23 ottobre 2016  | Soho Square Ladies Tournament, Sharm el-Sheikh      | Cemento     | Donna Vekić            | 2–6, 7–6(7), 3–6 |
| 6.  | 20 maggio 2018   | Solgironès Ciudad De La Bisbal, La Bisbal d'Empordà | Terra rossa | Kathinka von Deichmann | 3–6, 6–3, 3–6    |
| 7.  | 17 giugno 2018   | Manchester Trophy, Manchester                       | Erba        | Ons Jabeur             | 2–6, 1–6         |
| 8.  | 15 luglio 2018   | Open 88 Contrexéville, Contrexéville                | Terra rossa | Stefanie Vögele        | 4–6, 2–6         |
| 9.  | 18 agosto 2019   | Vancouver Open, Vancouver                           | Cemento     | Heather Watson         | 5–7, 4–6         |
| 10. | 21 maggio 2023   | Open Villa de Madrid, Madrid                        | Terra rossa | Olga Danilović         | 2-6, 3-6         |

### Doppio

#### Vittorie (5)
| Torneo $100.000 (0) |
| Torneo $80.000 (0)  |
| Torneo $75.000 (0)  |
| Torneo $60.000 (0)  |
| Torneo $50.000 (0)  |
| Torneo $40.000 (0)  |
| Torneo $25.000 (3)  |
| Torneo $15.000 (0)  |
| Torneo $10.000 (2)  |

| N. | Data           | Torneo                                               | Superficie  | Partner               | Rivali in finale                    | Risultato         |
| 1. | 19 agosto 2012 | Torneo Città di Locri, Locri                         | Terra rossa | Despina Papamichail   | Kana Daniel Nastassia Rubel         | 6-1, 6-0          |
| 2. | 26 agosto 2012 | Internazionali Femminili di Tennis dell'Umbria, Todi | Terra rossa | Nastassia Rubel       | Alessia Camplone Sara Sussarello    | 6-1, 6-0          |
| 3. | 22 giugno 2014 | Open GDF SUEZ Montpellier, Montpellier               | Terra rossa | Inés Ferrer Suárez    | Hsu Chieh-yu Elica Kostova          | 2–6, 6–3, [12–10] |
| 4. | 29 giugno 2014 | Open GDF SUEZ du Périgord, Périgueux                 | Terra rossa | Andrea Gámiz          | Gabriela Cé Florencia Molinero      | 5–7, 6–4, [10–8]  |
| 5. | 4 agosto 2019  | Knoll Open, Bad Saulgau                              | Terra rossa | Georgina García Pérez | Ksenija Laskutova Marina Mel'nikova | 6-3, 6-1          |

#### Sconfitte (2)
| Torneo $100.000 (1) |
| Torneo $80.000 (0)  |
| Torneo $75.000 (1)  |
| Torneo $60.000 (0)  |
| Torneo $50.000 (0)  |
| Torneo $40.000 (0)  |
| Torneo $25.000 (0)  |
| Torneo $15.000 (0)  |
| Torneo $10.000 (0)  |

| N. | Data             | Torneo                             | Superficie  | Partner               | Rivali in finale              | Risultato        |
| 1. | 30 luglio 2016   | Advantage Cars Praga Open, Praga   | Terra rossa | Sílvia Soler Espinosa | Demi Schuurs Renata Voráčová  | 5–7, 6–3, [4–10] |
| 2. | 14 dicembre 2019 | Al Habtoor Tennis Challenge, Dubai | Cemento     | Georgina García Pérez | Lucie Hradecká Andreja Klepač | 5–7, 6–3, [8–10] |

## Grand Slam Junior

### Doppio

#### Sconfitte (1)
| Tornei del Grande Slam  |
| ----------------------- |
| Australian Open (0)     |
| Open di Francia (0)     |
| Torneo di Wimbledon (0) |
| US Open (1)             |

| N. | Data             | Torneo            | Superficie | Compagna       | Avversarie in finale                  | Punteggio |
| 1. | 7 settembre 2013 | US Open, New York | Cemento    | Belinda Bencic | Barbora Krejčíková Kateřina Siniaková | 3-6, 4-6  |

## Vittorie contro giocatrici Top 10
| Stagione | 2020 | 2021 | Totale |
| Vittorie | 1    | 1    | 2      |

| #    | Giocatrice     | Ranking | Evento                 | Superficie  | Turno | Punteggio | Rank. SSTR |
| ---- | -------------- | ------- | ---------------------- | ----------- | ----- | --------- | ---------- |
| 2020 |                |         |                        |             |       |           |            |
| 1.   | Naomi Ōsaka    | 10      | Fed Cup, Cartagena     | Terra rossa | QR    | 6–0, 6–3  | 78         |
| 2021 |                |         |                        |             |       |           |            |
| 2.   | Ashleigh Barty | 1       | Giochi Olimpici, Tokyo | Cemento     | 1T    | 6-4, 6-3  | 48         |

## Controversia
Durante il Roland Garros 2023, Miyu Kato e Aldila Sutjiadi sono state squalificate dal torneo dopo che Kato, al termine di un punto, ha colpito accidentalmente una raccattapalle con una pallina durante il loro match di doppio. L'incidente ha suscitato polemiche e critiche nei confronti di Maria Bouzkova e Sara Sorribes Tormo, avversarie di quella partita, accusate di avere richiesto e influito sulla squalifica esprimendo all'arbitro dubbi sull'intenzionalità del gesto.  Dopo una consultazione tra l'arbitro e il supervisor, Sutjiadi e Kato sono state squalificate. La pesante sanzione ha sorpreso e suscitato reazioni negative da parte di spettatori e commentatori di tennis. L'ex giocatore Gilles Simon ha criticato le azioni di Bouzkova e Sorribes Tormo, altri hanno suggerito che anche loro avrebbero dovuto affrontare conseguenze. L'incidente ha attirato ampia attenzione e ha scatenato dibattiti sul fair play nel tennis. In un messaggio su Twitter, Kato ha presentato le sue scuse per il gesto, dichiarando di aver subito, come punizione, la revoca del montepremi accumulato durante il torneo, esprimendo rimorso per l'incidente non intenzionale.